# ثقافة المخترق
ثقافة الهاكر هي ثقافة فرعية للأفراد الذين يستمتعون في التحدي الذهني بتخطّي قيود الأنظمة البرمجية بشكل مبتكر للحصول على نتائج ذكية وجديدة. يسمى فعل ممارسة نشاطات (مثل البرمجة أو وسائط الإعلام الأخرى) بغرض المتعة والاكتشاف «بالقرصنة». على أي حال، ليست النشاطات التي يقوم بها الهاكر بحد ذاتها صفة مميزة له (مثال: البرمجة)، بل إنها الطريقة التي يستخدمها فيها وفيما إذا كان استخداماً مثيراً ومفيداً. يمكن أن نقول أن نشاطات الذكاء الممتع تمتلك «قيمة اختراق» ومن هنا جاء مصطلح «هاك» مدعوماً بأمثلة سابقة بما فيها عمليات اختراق في معهد ماساتشوسيتي للتكنلوجيا والتي قام بها الطلاب ليبرهنوا على موهبتهم وذكاءهم. ظهرت ثقافة القرصنة في الأوساط الأكاديمية عام 1960 في نادي السكك الحديدية النموذجي التكنولوجي في معهد ماساتشوستس للتكنولوجيا ومخبر معهد ماساتشوستس للذكاء الصناعي. تشمل القرصنة عادةً الدخول إلى مناطق محظورة بطريقة ذكية بدون إحداث أضرارٍ جسيمة. استهدفت بعض عمليات القرصنة المشهورة في معهد ماساتشوسيتس للتكنولوجيا سيارة شرطة الحرم الجامعي على سطح بناء «القمة الكبرى/ذا غريت دوم» محوّلين البناء إلى آر تو دي تو.
يتحدث ريتشارد ستالمان عن القراصنة المبرمجين فيقول:
«الشيء المشترك بينهم هو حب التفوق والبرمجة. أرادو أن يجعلوا برامجهم التي استخدموها جيدة قدر الإمكان. أرادوها أيضاً أن تقوم بأشياء رائعة. أرادوا أن يكونوا قادرين على فعل شيء بطريقة أكثر إثارة مما يمكن أن يظنه أي أحد وجعلهم يقولولون «أنظر كم هذا رائع. أراهن أنك لم تكن تظن أن ذلك من الممكن أن يحدث». يميل القراصنة الذين يمتلكون هذه الثقافة الفرعية إلى أن يميزوا أنفسهم عن من يسمونهم بازدراء «المخترقين الأمنيين»، أولئك الذين تُطلق عليهم وسائل الإعلام وعامة الجمهور مصطلح «القراصنة»، والذين يتركز اهتمامهم في كشف مواطن الضعف في أمن الحواسيب من أجل استغلالها لأغراض خبيثة».

## التعريف
يُعرّف مرجع جارغون لعموميات القرصنة، الموثر ولكن غير المعترف به عالمياً، القرصان على أنه «شخص يستمتع في اكتشاف تفاصيل الأنظمة البرمجية وامتداد قدراتها على نقيض معظم المستخدمين الذين يفضّلون أن يتعلموا أساسياتها الضرورية فقط». يوسع معجم مستخدمي الإنترنت «طلب التعليقات 1392» هذا المصطلح على أنه «الشخص الذي يستمتع بامتلاكه لفهم عميق لطرق العمل الداخلية للأنظمة والحواسيب والشبكات الحاسوبية بشكل خاص».
يُحبَط هؤلاء القراصنة من طريقة استخدام وسائل الإعلام والعامة لكلمة «هاكر» ليشيروا بها إلى مخترقي الأمن إذ يسمونهم «المخترقين الأمنيين» بدلاً من ذلك. يشمل ذلك كلا المخترقين الأمنيين الجيدين منهم ويسمون «القراصنة ذوي القبعة البيض» الذين يستخدمون معرفتهم ومهاراتهم المرتبطة بأمن الحواسيب ليتعلموا أكثر حول عمل الأنظمة والشبكات ويساعدو في اكتشاف وإصلاح الثغرات الامنية، إلى جانب «السيئين» منهم الذين يُسمَّون «القراصنة ذوي القبعة السوداء» الذين يستخدمون المهارات ذاتها ليصنعوا برمجيات مؤذية مثل (الفيروسات وفيروس حصان طروادة..إلخ) واختراق الأنظمة البرمجية بشكل غير قانوني بنيّة إلحاق الضرر بالنظام. ترى ثقافة البرمجة الفرعية للقراصنة المعاكسة لمجتمع المخترقين الأمنيين النشاطات المرتبطة بأمن الحواسيب متعارضة مع الصورة المثالية للمعنى الحقيقي أو الأصلي لمصطلح «هاكر» الذي يرتبط بدلاً من ذلك بالذكاء الممتع.

## التاريخ
تنحدر كلمة «هاكر» من كلمة «العامل المفعم بالحيوية» الذي كان يحصد الحقول بواسطة مجرفته المشبوكة مع الكلاب وذات الضربات القاسية والتي انتشرت في القرن السابع عشر. على الرغم من أن فكرة القرصنة وُجدت قبل أن يوجد مصطلح «هاكر» وأكبر مثال على ذلك هو جورج إيلوورث الملقّب ب«إيلوورث المشع» إذ لم تكن أول كلمة شائعة ليصف بها القراصنة أنفسهم. في الواقع، كان العديد من المبرمجين الأوائل في الأصل مهندسين أو فيزيائيين.
كان هناك إدراك لاختلاف أسلوب البرمجة عن الأساليب المكررة والمملّة المستخدمة في البداية، لكن لم يُستخدم مصطلح «هاكر» حتى ستينيات القرن الخامس عشر إذ بدأ استخدام هذا المصطلح لوصف مبرمجي الحواسيب البارعين. بالتالي فإن الصفة الأساسية التي تربط بين كل من يصفون أنفسهم بأنهم قراصنة هي أنهم من يستمتعون «بالتحدي الفكري بالتغلب على قيود الأنظمة البرمجية ويتحايلون عليها ومن يحاولون أن يوسعوا نطاق قدراتهم». بأخذ هذا التعريف بعين الاعتبار يصبح واضحاً من أين تأتي المعاني السلبية لكلمة «هاكر» ومن أين تأتي الثقافة الفرعية المأخوذة عن «القراصنة».
بعض الألقاب الشائعة في هذه الثقافة هي «المخترقين» الذين هم لصوص غير بارعين يعتمدون بشكل رئيسي على الحظ. وتتضمن أيضاً لقب «المقتحم» -الذي يشير إلى نوع من المخترقين الأمنيين البارعين و «وارز دي 00 دي زد»- إذ أنه ذلك النوع من المخترقين الذي يحصل على نسخ من البرمجيات محفوظة الحقوق. هناك صفوف بين القراصنة مثل «الساموراي» الذين هم قراصنة يؤجرون أنفسهم لأعمال صناعة الأقفال الإلكترونية القانونية. بالإضافة إلى أنه يوجد نوع آخر من القراصنة الذين يُوظَّفون من أجل اختبار أمن البرمجيات ويسمون «سنيكرز/المخترق الأمني» أو «فرق النمور».
كان هناك ثقافات قرصنة فرعية مستقلة ومتوازية قبل أن يصبح مستخدموا الحواسيب متصلين مع الحواسيب بالشكل الحالي إذ كانو غالباً غير مدركين أو مدركين جزئياً لوجود بعضهم البعض. كان لها ميزات مشتركة مهمة مثل:
1. صنع البرمجيات ومشاركتها مع بعضهم البعض
2. إعطاء أهمية كبيرة لحرية الاستكشاف
3. معاداة السريّة.
4. مشاركة المعلومات كاستراتيجية مثالية وعملية.
5. تأييد حق التفرع في البرمجيات.
6. التركيز على المنطقية.
7. الحقد على السلطة
8. الذكاء الممتع وأخذ الأمور الجدية بمزاح وأمور المزح بجديّة.

أُسس هذا النوع من الثقافات الفرعية في الأوساط الأكاديمية مثل المركب الجامعي. كان مختبر الذكاء الصنعي في معهد ماساتشوستس للتكنولوجيا وجامعة كاليفورنيا وبيركلي بيئات معروفة جداً لظهور ثقافة القرصنة المبكّرة. تطورت بشكل موازٍ ولا شعورياً بشكل كبير حتى ظهور الإنترنت حيث وفّرت آلة بي دي بي-10 الأسطورية التي تسمى آلة الذكاء الصنعي والتي تشغّل أنظمة مشاركة الزمن غير التوافقية نقطة التقاء جماعية لمجتمع القراصنة. لفتت هذه إلى جانب تطورات أخرى مثل انطلاق حركة البرمجة الحرة اهتمام عدد كبير للغاية من السكان وشجعت على انتشار الروح الواعية والمشتركة والممنهجة. كانت نتيجة هذا التطور زيادة استعمال مصطلحات الحاسوب وتبني وجهة مشتركة للتاريخ بشكل مشابه للطريقة التي رسخت بها المجموعات المهنية الأخرى أنفسها بدون عملية الاعتماد الرسمية التي تتميز بها معظم هذه المجموعات.
مع مرور الوقت أصبحت ثقافة القرصنة الفرعية أكثر وعياً وتنظيماً وتماسكاً. كانت أهم اللحظات التي ظهر فيها هذا الوعي هي تأليف أول مرجع جارغون عام 1973 وإعلان بيان جنو عام 1985 ونشر مقالة إيريك ريموند بعنوان الكاتدرائية والبازار عام 1997. وترافق ذلك مع الاعتراف التدريجي بمجموعة أبطال الثقافة المشتركة بمن فيهم: بيل جوي ودونالد كانوث ودينيس ريتشي وكين ثومبسون وريتشارد ستالمان ولينوس تورفالدس ولاري وول وغيدو فان روسوم.
توزع تركيز الثقافة الفرعية للقرصنة وكان مدفوعاً بشكل جزئي بتسليع الحاسوب وتكنلوجيا الشبكات إذ سرّع بدوره تلك العملية. في عام 1975 انتشرت القرصنة عبر عدة أنواع من أنظمة التشغيل والشبكات المتفرقة، تظهر اليوم أكثر في نظم تشغيل يونكس ونموذج حزمة بروتوكولات الانترنت وهي مركزة في أنظمة التشغيل المتنوعة التي تعتمد على تطوير البرمجيات الحرة والبرمجيات حرة المصدر.

## معرض صور

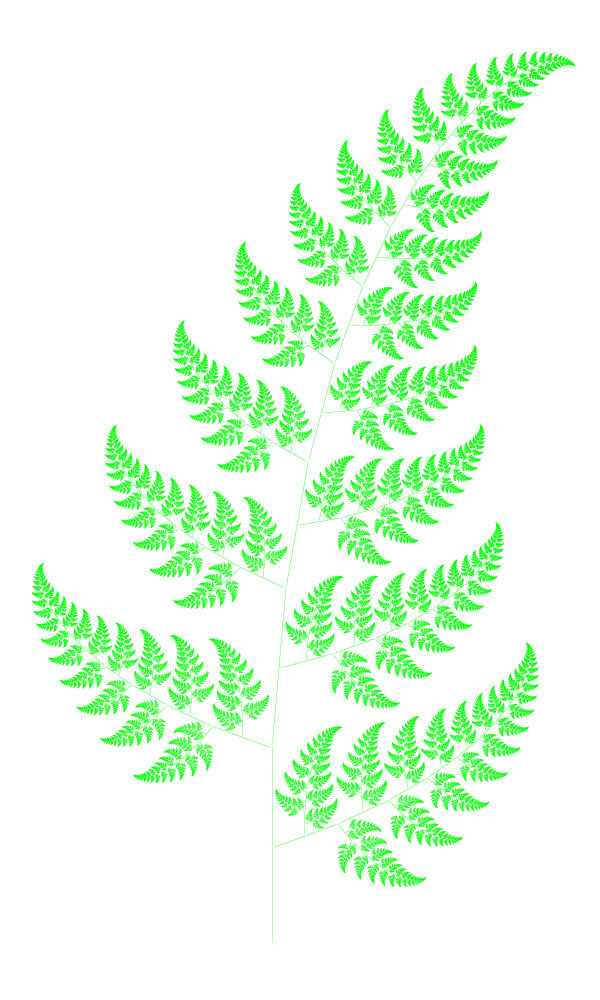
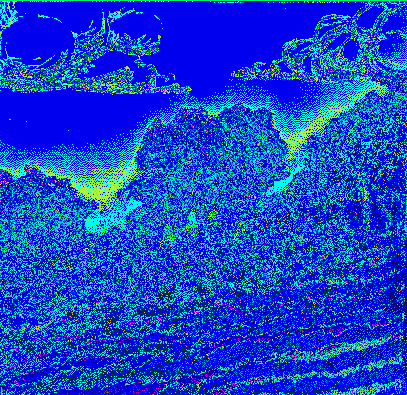
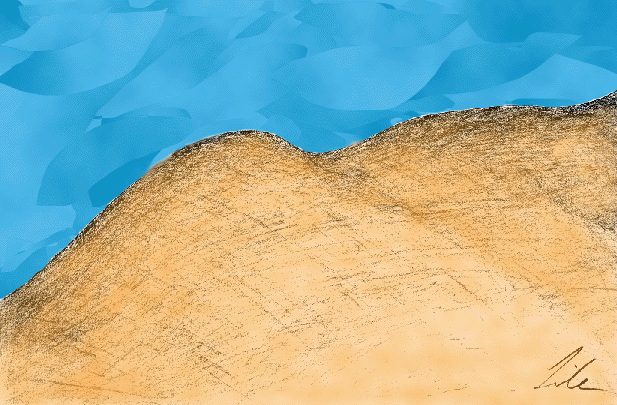